# シーオウル (潜水艦)
シーオウル (USS  Sea Owl, SS/AGSS-405) は、アメリカ海軍の潜水艦。バラオ級潜水艦の一隻。艦名はカサゴ目ダンゴウオ科（英名Lumpsucker）に属する魚の通称に因んで命名された。

## 艦歴
シーオウルは1944年2月7日にメイン州キタリーのポーツマス海軍造船所で起工した。1944年5月7日にトーマス・L・ギャッチ夫人によって命名、進水し、1944年7月17日に艦長カーター・L・ベネット少佐（アナポリス1933年組）の指揮下就役する。
ポーツマスおよびニューロンドン沖での整調後、シーオウルはパナマ運河を通過し1944年10月23日に真珠湾に到着した。

### 第1の哨戒 1944年11月 - 1945年1月
11月19日、シーオウルは最初の哨戒でシーポーチャー (USS Sea Poacher, SS-406)、ピラーニャ (USS Piranha, SS-389) と共にウルフパックを構成し東シナ海に向かった。哨区では、艦船攻撃のほかにB-29の援護も命じられていた。12月11日、シーオウルは五島列島沖で睦月型駆逐艦と思しき艦艇に対し、常用のマーク18型電気魚雷の他に "Cutie" と呼ばれた新兵器のMk27音響魚雷を発射。この攻撃により第76号駆潜特務艇を撃沈した。残りの哨戒期間には何事も起こらなかった。1945年1月15日、シーオウルは54日間の行動を終えてグアム島アプラ港に帰投した。

### 第2の哨戒 1945年2月 - 4月
2月11日、シーオウルは2回目の哨戒でピラーニャ、パファー (USS Puffer, SS-268) とウルフパックを構成しルソン海峡および南シナ海方面に向かった。哨戒海域では3月25日から26日にかけて、プラタス島の通信施設に対して2度にわり艦砲射撃を行った。帰途で日本海軍の潜水艦に関する情報がもたらされ、それに基づいてウェーク島沖に急行した。4月18日、シーオウルは北緯19度17分 東経166度35分 / 北緯19.283度 東経166.583度の地点でレーダーで目標を探知。後をつけたものの、目標はウェーク島の環礁内に入った。シーオウルは目標に向けて魚雷を発射。やがて3つの爆発が起こって「呂三十五型潜水艦を撃沈」と判断された。しかし、実際には魚雷は岸壁に命中しただけであり、そばで揚陸作業をしていた潜水艦・伊372には命中しなかった。4月21日、シーオウルは70日間の行動を終えてミッドウェー島に帰投。艦長がウォーレン・C・ホール・ジュニア（アナポリス1937年組）に代わった。

### 第3の哨戒 1945年5月 - 7月
5月20日、シーオウルは3回目の哨戒でパファー、ティランテ (USS Tirante, SS-420) とウルフパックを構成し日本近海、東シナ海および黄海方面に向かった。この哨戒では通常哨戒と救助配備任務に就いた。6月9日、シーオウルは北緯34度18分 東経127度18分 / 北緯34.300度 東経127.300度の麗水湾口で秋月型駆逐艦と思われる艦艇を含む2隻の目標を探知。この2隻の艦艇は海防艦・屋代と第41号海防艦であった。4時35分、シーオウルは攻撃位置から魚雷を6本発射。最初の魚雷が第41号海防艦の中央部に命中、爆発し、他の魚雷は目標の下を通過した。屋代が他の哨戒艇2隻とともに爆雷攻撃を始め、続く14時間で84発の爆雷を投下したものの、シーオウルは損傷を負うことはなかった。4日後の6月13日、シーオウルは砲撃により4本マストの大型スクーナーを破壊し、2名を捕虜として捕らえた。6月28日は浮遊機雷の処分に一日を費やした。7月2日、6名の撃墜されたパイロットが135マイル漂流後にシーオウルによって救助された。6名は負傷の治療を受け、哨戒の残りを共に行動した。7月12日には潜水艦を発見して雷撃したが、命中しなかった。7月29日、シーオウルは67日間の行動を終えて真珠湾に帰投した。
8月15日の日本降伏時、シーオウルは真珠湾で4回目の哨戒に向けての準備を行っていた。
シーオウルは第二次世界大戦の戦功で5個の従軍星章を受章した。

### 戦後
9月に本国へ帰還したシーオウルは、大西洋艦隊に加わりパナマ運河地帯のバルボアを拠点とする第6潜水戦隊に配属された。1946年10月から1947年3月まで南米大陸の西海岸沿いを巡航し、他の第6潜水戦隊の潜水艦と共に西インド諸島のクレブラ島沖で艦隊演習に従事した。続いてキューバのグアンタナモ湾およびフロリダ州キーウェストで対潜水艦戦演習の支援を行う。
シーオウルは1947年9月から1948年1月までフィラデルフィア海軍造船所でオーバーホールを行い、その後カリブ海での短期回復訓練に従事した。1月12日にバルボアで通常任務を再開し、続く18ヶ月間、パナマおよびカリブ海で活動、艦隊訓練演習に参加した。
1949年6月27日、シーオウルはポーツマス海軍造船所に到着し定期オーバーホールに入る。作業は10月に完了し、その後ニューロンドンの第8潜水戦隊に配属された。続く2年間を大西洋で活動し、艦隊演習および対潜水艦戦訓練に従事した。
シーオウルは1951年4月から8月までフィラデルフィア海軍造船所においてフリート・シュノーケル改修が行われた。翌年はカリブ海での大西洋艦隊演習に参加する。1953年初めにシーオウルはサウスカロライナ州のチャールストン海軍造船所でオーバーホールを行い、作業が完了するとニューロンドンに向かう。続いてカリブ海での「スプリングボード作戦」に参加し、3月にニューロンドンに帰還した。その後初の第6艦隊配備で地中海に向けて出航し、3ヶ月間の巡航で艦隊演習および「キーストーン作戦 Operation "Keystone"」に参加、フランス、イタリア、スペイン、ギリシャ、トルコを訪問した。
1954年8月にニューロンドンへ帰還すると、シーオウルは続く2ヶ月間を大西洋およびカリブ海で潜水艦学校の生徒および予備役兵の訓練に費やした。1956年の晩秋から1957年にかけて特別作戦に参加した後、ニューロンドン海域での通常任務を再開し、9月1日まで任務を継続した後北大西洋においてNATOの演習「Fishplay」および「Strikeback」に参加、10月にニューロンドンに帰還した。
1958年4月および5月にシーオウルはNATOの演習「New Broom」に参加、ニューロンドンに帰還するとその年の残りは沿岸活動に従事した。1959年初めに5ヶ月半のオーバーホールが行われ、その後NATOの演習「Fishplay」に参加、1960年後半には2度目の地中海配備が行われた。
1961年は拡張維持作業で始まり、続いてニューロンドン海域での沿岸活動に従事した。3月6日に別の地中海巡航に出航し、その後ポーツマス海軍造船所での定時オーバーホールが行われた。
1962年のクリスマス休暇後、シーオウルはカリブ海に向けて出航し、「スプリングボード作戦」の第2段階に参加した。同作戦では対潜水艦戦演習に加え、プエルトリコ、バージン諸島への訪問も含まれた。続いてすぐにカナダ海軍部隊と共同の2週間の対潜水艦戦演習をバミューダ近海で行う。1963年4月にはアメリカ海軍とカナダ海軍共同で行われた演習「New Broom XI」に参加した。同年の残りはニューロンドン海域で潜水艦学校の訓練活動および演習に費やされた。
1964年2月8日、シーオウルはフィラデルフィア海軍造船所での5週間の信頼性試験を行い、その後アメリカ、イギリス、カナダ、オランダ海軍共同で行われた演習「Long Hook」に参加、続いてカナダ、アメリカ海軍の演習「Canus Silex」に参加した。9月にはアメリカ、カナダ、イギリス海軍共同の演習「Master Stroke」および「Canus Silex」に参加し、11月2日にフィラデルフィア海軍造船所に帰還、5ヶ月のオーバーホールが行われた。
1965年7月7日、シーオウルは4ヶ月の地中海配備に出航し、ニューロンドンに帰還すると同年の残りは沿岸での活動に従事した。
1966年はニューロンドン海域で潜水艦学校の訓練支援、作戦試験および評価部隊の活動に費やし、カリブ海での「スプリングボード作戦」にも参加した。1967年は様々な艦隊の訓練演習に参加し、5月22日に来たヨーロッパ海域に移動、訓練および親善訪問を行い、7月に帰還した。
除隊の健康診断中に、乗組員に結核患者が発見された。艦内は閉鎖された環境であったため、乗組員全員がニューヨーク州セントオールバンズにある海軍病院へ送られ、3日間の集中的な検査が行われた。研究所の分析の結果、他に罹患者は発見されず、乗員は任務に戻ることができた。潜水艦での生活は特異な状況にあり、シーオウルは医療局結核班の臨床調査のための対照群として役立つこととなった。
1968年の活動は様々な艦隊演習が行われ、その中には駆逐艦部隊との対潜水艦戦演習、NATOおよびアメリカ海軍の海軍航空団との演習が含まれた。訓練には士官および潜水学校生、予備役兵の巡航が含まれた。
1969年6月30日、シーオウルは AGSS-405 （実験潜水艦）へ艦種変更された。7月7日にニューロンドンを出航し最後の地中海配備に向かう。帰還するとシーオウルは不活性化の準備に入る様命令を受ける。11月15日にシーオウルは退役し、同日除籍された。その後1971年6月3日にスクラップとして売却された。